# Миркович, Сретен
Сре́тен Ми́ркович (серб. Сретен Мирковић / Sreten Mirković; 15 февраля 1958, Приштина — 28 сентября 2016, Пожаревац) — сербский югославский боксёр первой средней весовой категории, выступал за сборную Югославии в конце 1970-х — начале 1980-х годов. Серебряный призёр чемпионата Европы, бронзовый призёр Средиземноморских игр в Касабланке, победитель многих международных турниров и национальных первенств.

## Биография
Активно заниматься боксом начал с раннего детства, проходил подготовку в спортивном обществе «Млади Радник» в городе Пожаревац.
Первого серьёзного успеха на взрослом международном уровне добился в сезоне 1979 года, когда вошёл в основной состав югославской национальной сборной и благодаря череде удачных выступлений удостоился права защищать честь страны на чемпионате Европы в Кёльне (1979). В зачёте первого среднего веса победил здесь чехословацкого боксёра Мирослава Павлова, грека Афанасиса Илиадиса и румына Иона Будусана. В решающем финальном поединке встречался с немцем Эрнстом Мюллером и проиграл ему со счётом 0:5, завоевав тем самым серебряную медаль континентального первенства.
В 1981 году принял участие в чемпионате Европы в финском Тампере, но ни снискал здесь большого успеха — после победы над хозяином соревнований Яри Никкилой на стадии четвертьфиналов со счётом 1:4 потерпел поражение от советского боксёра Серика Конакбаева. В сезоне 1983 года стал обладателем бронзовой медали на Средиземноморских играх в Касабланке в первой средней весовой категории, на европейском первенстве в болгарской Варне в том же году не смог попасть в число призёров не смог — после победы 5:0 над шведом Веса Коскела в четвертьфинале 0:5 проиграл представителю Советского Союза Петру Галкину.
Завершив карьеру спортсмена, работал тренером в боксёрском клубе города Костолац и позже тренировал боксёров в спортивном обществе «Млади Радник» в Пожареваце.
Скончался вследствие онкологического заболевания.